# 관리의 죽음
《관리의 죽음》(러시아어: Смерть чиновника 스메르티 치노브니카[*])는 러시아의 극작가이자 단편 소설가인 안톤 체호프가 집필한 단편 소설이다. 1883년 잡지 《오스콜키》에 실려 출판되었으며, 러시아 문학의 인간상 ‘작은 인간’(러시아어: Маленький человек 말렌키 첼로베크[*])의 전형적인 모습을 묘사했다고 평가받는다.

## 등장 인물
- 이반 드미트리예비치 체르뱌코프
(Иван Дмитриевич Червяков)

회계 관리로, 오페라를 관람하던 중 앞 좌석의 고위 관료 브리잘로프에게 재채기를 하고 만다.
- 브리잘로프
(Бризжалов)

통신부 장관 직책을 맡고 있는 고위 관리로, 체르뱌코프의 사과를 받아주지만 계속되는 사과에 크게 분노한다.
- 아내
(Жена)

체르뱌코프의 아내로, 체르뱌코프에게 브리잘로프한테 다시 용서를 구하러 가라는 조언을 한다.

## 줄거리[2]
어느 날 밤, 체르뱌코프는 오페라 〈코르네빌의 종〉을 관람하던 중 재채기를 참지 못하고 앞 좌석의 노인에게 재채기로 인한 침을 튀겨버리고 만다. 노인의 이름은 브리잘로프로, 통신부 장관이라는 높은 직책에 있는 관리였다. 체르뱌코프는 브리잘로프에게 자신의 실수를 사과했고, 브리잘로프는 이를 너그럽게 받아들인다. 하지만 불안감에 사로잡힌 체르뱌코프는 브리잘로프에게 계속해서 사과했으며, 브리잘로프는 다시 이를 받아준다.
집에 돌아온 체르뱌코프는 아내에게 자초지종을 설명하고, 다시 용서를 구하라는 아내의 조언을 받아들여 다음 날 브리잘로프에게 찾아간다.
체르뱌코프는 근무 중인 브리잘로프에게 계속해서 사과했으며 브리잘로프는 이에 당황스러워하기 시작한다. 그럼에도 사과를 멈추지 않는 체르뱌코프에게 브리잘로프는 크게 분노하여 그를 내쫒았다. 그의 분노에 절망한 체르뱌코프는 충격에 빠져 집에 돌아와 소파 위에서 돌연사하고 만다.

## 참고 문헌
- 안톤 체호프 (2021년 1월 30일). 〈어느 관리의 죽음〉. 《개를 데리고 다니는 여인》. 더클래식 세계문학 컬렉션 049. 번역 장한. 더클래식. 178-184쪽. ISBN 9791159037115.
- 오원교 (2011년 1월). “은닉된 논쟁: 고골의 「외투」와 체홉의 「관리의 죽음」의 비교 분석”. 《러시아연구》 (서울대학교 러시아연구소) 21 (1): 53-78.